# Греъм ле Со
Греъм Пиер ле Со (на английски: Graeme Le Saux ləˈsoʊ; роден на 17 октомври 1968 г. в Джърси) е бивш английски футболист.
Играл е за клубове от Висшата лига: „Челси“, „Блекбърн“ и „Саутхамптън“, както и за английския национален отбор по футбол. Главно играе на позицията ляв защитник, но понякога играе в средата на терена или като ляво крило.